# Ribera (Cervantes)
Ribeira (llamada oficialmente San Martín da Ribeira) es una parroquia española del municipio de Cervantes, en la provincia de Lugo, Galicia.

## Organización territorial
La parroquia está formada por once entidades de población, constando diez de ellas en el anexo del decreto en el que se aprobó la actual denominación oficial de las entidades de población de la provincia de Lugo:

### Entidades de población
Entidades de población que forman parte de la parroquia:
- Drada
- Igón
- Orbán
- Padornelo
- San Martín
- Tarnas
- Valgos
- Vilartatín

### Despoblados
Despoblados que forman parte de la parroquia:
- Cabana
- Seimeira
- Souto

## Demografía
| Gráfica de evolución demográfica de Ribeira entre 2000 y 2019 |
|                                                               |
| Datos según el nomenclátor publicado por el INE.              |